# アリミ・ゴイチア
アリミ・ゴイチア（Alimi Goitia、1970年6月28日 - ）は、ベネズエラのプロボクサー。プエルト・カベヨ出身。元WBA世界スーパーフライ級王者。

## 人物・来歴
1993年3月26日、プロデビュー。
1994年9月23日、9戦目でWBAラテンアメリカスーパーフライ級王座獲得。その後、2度の防衛に成功し、世界ランキングもWBA・1位に上昇。
1995年7月22日、12戦目で世界初挑戦。敵地でWBA世界スーパーフライ級王者李炯哲（韓国）に挑み、4回KO勝ちで王座獲得（KOパンチがラウンド終了のゴングが鳴った直後に放たれたことから「疑惑のKO」と言われた）。11月25日には元WBA世界フライ級王者でもあるアキレス・グスマンとの同国人対決に5回TKO勝ちし、初防衛に成功。翌1996年2月24日には前王者・李と再戦し、12回TKOで返り討ち。さらに、4月29日には日本のリングに登場。飯田覚士と対戦し、5回TKO勝ちで3度目の防衛に成功した。
1996年8月24日、4度目の防衛戦でヨックタイ・シスオー（タイ）と対戦。8回KO負けを喫し、王座陥落。
その後、1997年に2連敗し現役引退。
2002年8月31日に復帰戦を行い、7回TKO勝ちを収めるも、その後また3年間、リングから遠ざかる。
2005年9月16日、クリスチャン・ミハレス（メキシコ）と空位のWBAラテンアメリカスーパーフライ級王座を争うが、3回TKO負け。以降、この試合を最後にリングに上がっていない。

## 獲得タイトル
- WBA世界スーパーフライ級王座（防衛3度）